# Valeč (zámek, okres Karlovy Vary)
Valeč je hrad přestavěný na zámek v obci Valeč v Karlovarském kraji. Je chráněn jako kulturní památka. Jeho správu a zpřístupnění veřejnosti zajišťuje Národní památkový ústav, územní památková správa v Praze.

## Historie

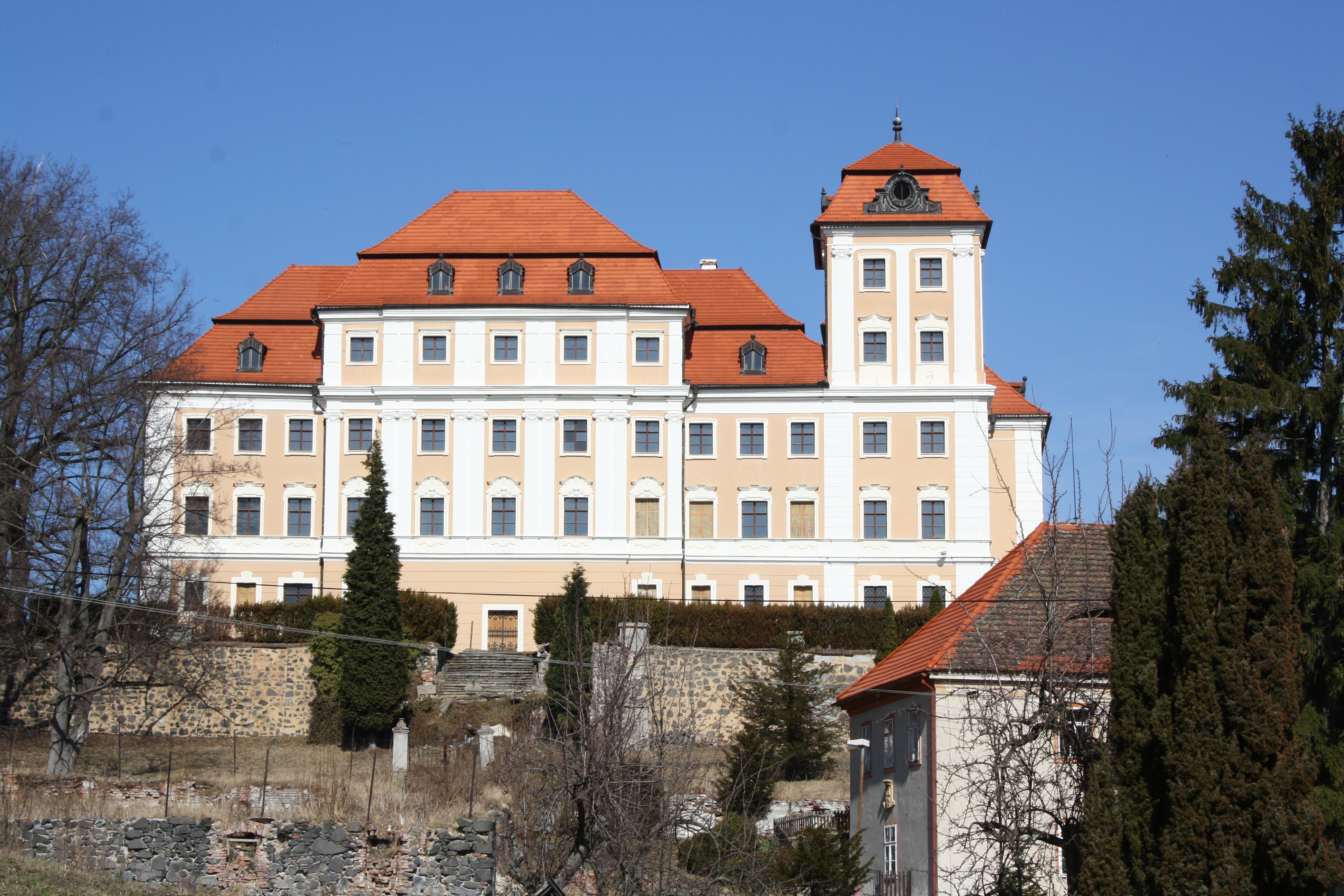
Jižní strana

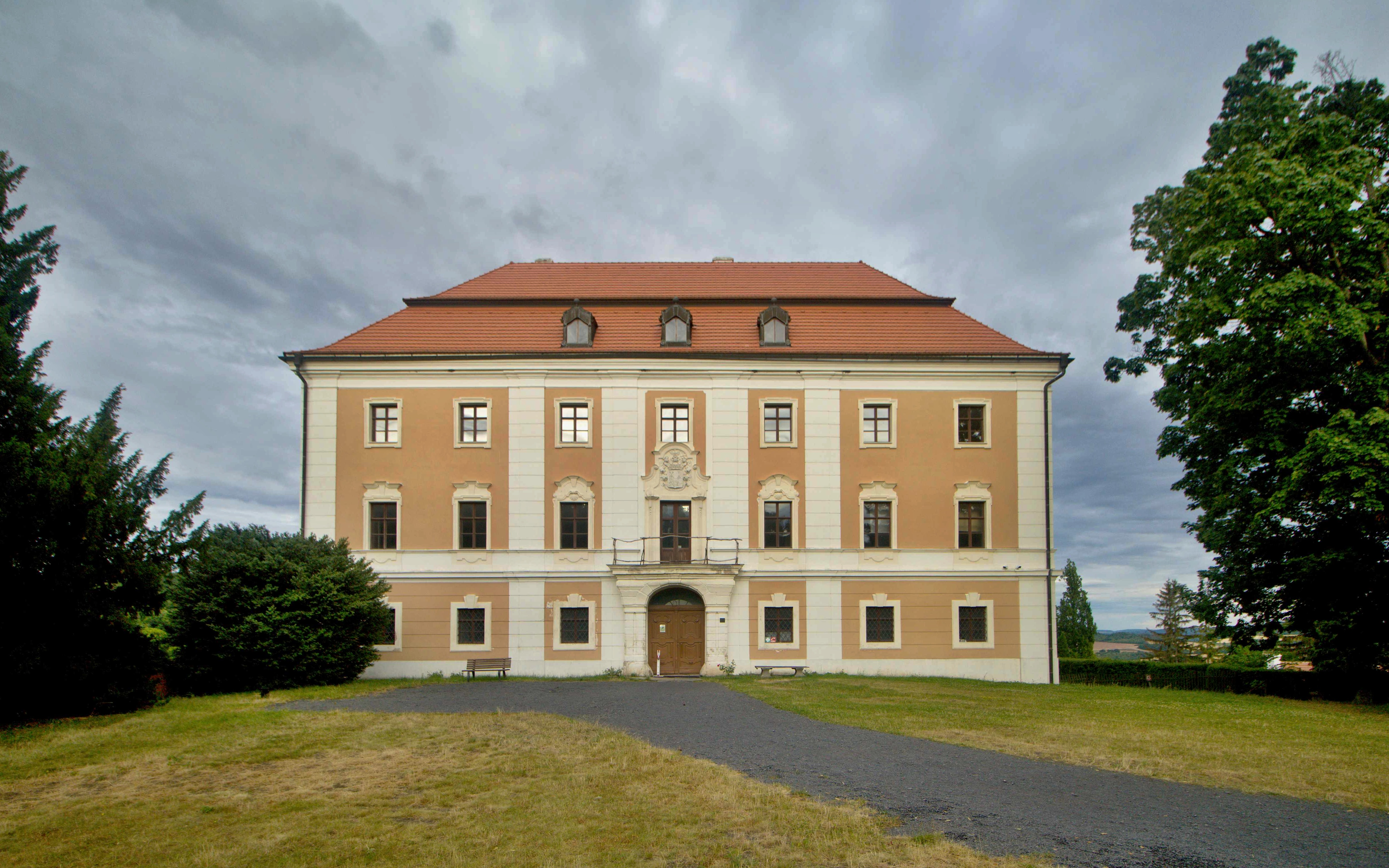
Západní průčelí

Prvním panským sídlem ve Valči byla tvrz, jejíž zbytky se dochovaly v zámeckém parku. Později během patnáctého století vznikl za Valečských z Doupova hrad na místě zámku.
První písemná zmínka o panském sídle však pochází až z roku 1526. Tehdy byla Valeč v majetku Jakuba Kyšperského z Vřesovic. Ačkoli je v listině uváděn zámek, dá se říci, že se jednalo o pozdně gotický hrad. Jan Kyšperský zemřel v bitvě u Moháče a při příležitosti vypořádání dědictví byla sepsána tato listina. Valeč zdědil Hugo z Leisnecku a v roce 1538 jej sňatkem získal Vilém Hasištejnský z Lobkovic. Roku 1570 pak panství odkoupil Kryštof Štampach ze Štampachu, jehož syn Václav Štampach ze Štampachu nechal zámek v roce 1585 renesančně přestavět. Václav byl evangelického vyznání a odmítal konvertovat ke katolické víře. Proto (nejen z důvodu účasti na stavovském povstání) byl v roce 1628 nucen uprchnout ze země. Už v roce 1622 jeho panství zkonfiskovala císařská komora. Barbora Štampachová z Poutnova, katolická manželka Václava, roku 1623 koupila panství zpět – na přímluvu Jaroslava Bořity z Martinic. V exilu žijící Štampachové ze Štampachu (včetně dětí Václava) se usadili v Marienbergu. V roce 1694 tento majetek zdědili Kagerové z Globen, respektive svobodný pán Jan Kryštof Kager ze Štampachu.

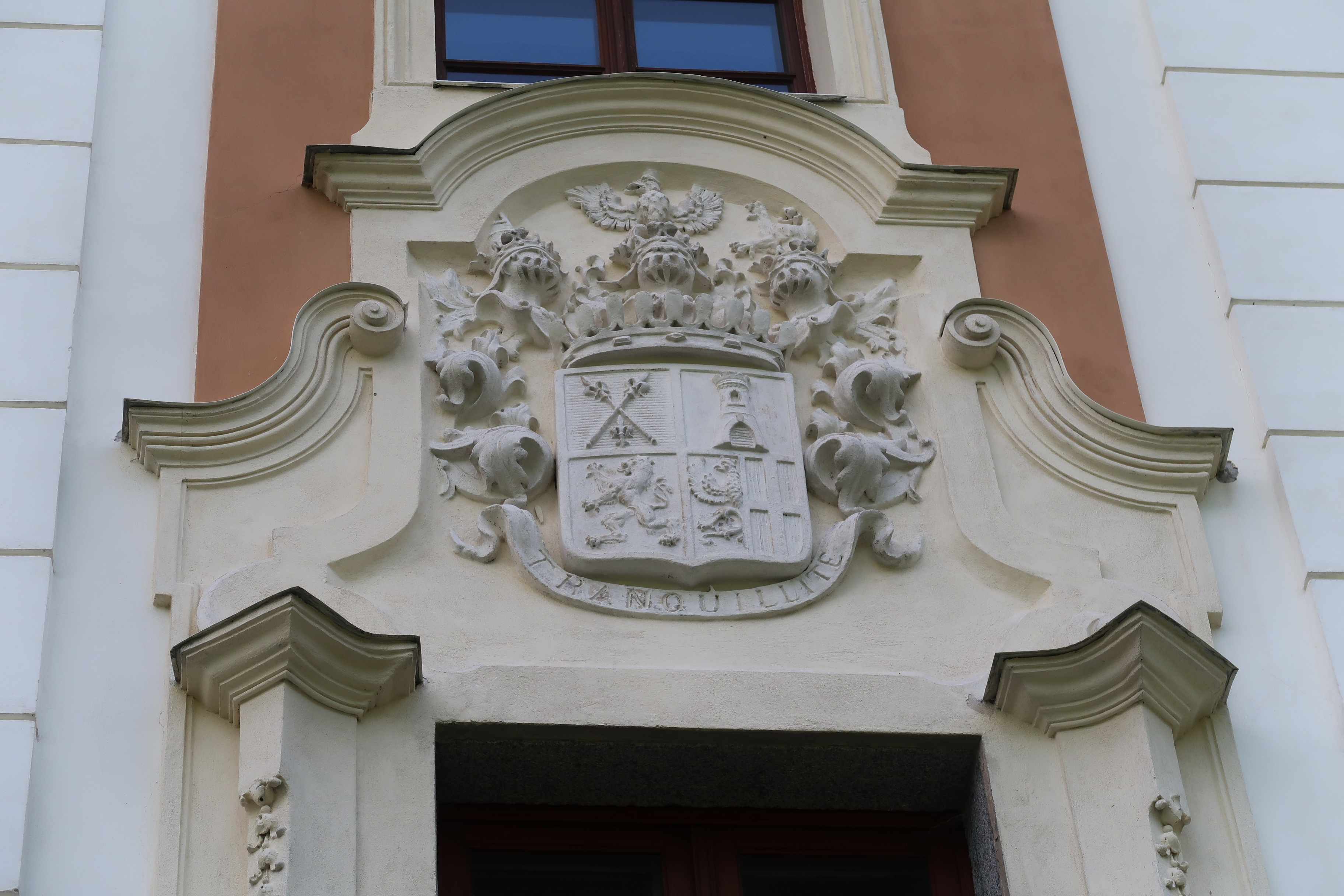
Erb rodu Thurn-Valsassina nad hlavním vstupem do zámku

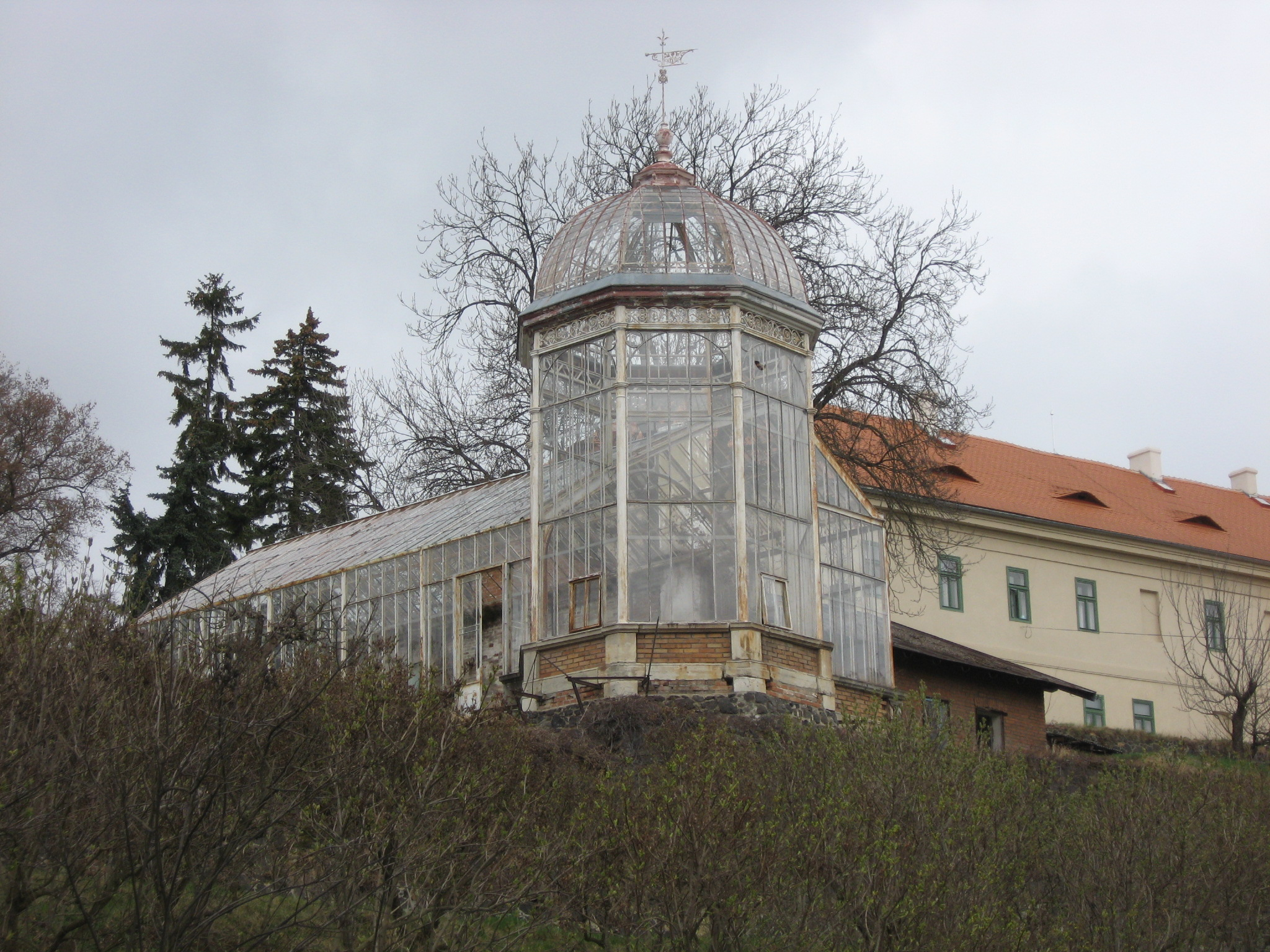
Skleník v zámeckém parku

Kagerové provedli barokní přestavbu na dvoupatrový čtyřtraktový zámek, kterou vedli stavitelé Francesco Barelli, Antonio Bianno Rossa a po jeho smrti Jan Kryštof Tyll. V roce 1721 Jan Kryštof zemřel, a panství zdědil Jan Ferdinand Kager z Globenu, jenž v přestavbě pokračoval. V roce 1745 se novým majitelem stal Karel Josef August Kager z Globen a Limburg-Styrum, po němž jej zdědila Marie Josefa Kager z Globen, jejíž regentkou se stala její matka markýza Marie Alžběta z Laverne. V roce 1797 je při prodeji panství Josefem z Argentau d'Ochain, manželem Marie Josefy, Janu Antonínu Pergenovi z Pergenu uváděn dluh sochařské dílně Matyáše Bernarda Brauna z doby přestavby ve výši 810 zlatých a 54 krejcarů. Roku 1798 se novým majitelem stal Jan Gottfried Korb z Weidenheimu a krátce nato jej odkoupil Janův syn Franz. V roce 1847 jeho syn Karel nechal zámek novorenesančně přestavět.
Roku 1890 se novým majitelem stal hrabě Vincenc Thurn-Valsassina, který provedl novobarokní přestavbu. V roce 1937 zámek odkoupil poslední šlechtický majitel, doktor Jan Larisch-Mönnich, jemuž byl v roce 1945 na základě Benešových dekretů zkonfiskován. Po druhé světové válce zde přebývali vojenští veteráni, děti z Koreje a od poloviny padesátých let zámek sloužil jako dětský domov. V roce 1976 vyhořel.
Zámek Valeč byl zpřístupněn veřejnosti pod správou Národního památkového ústavu a průběžně probíhá jeho stavení obnova.

## Stavební podoba
Původním panským sídlem ve Valči byla tvrz (hrad) ze čtrnáctého století, která stála na skalnatém návrší v zámeckém parku. Dochovalo se z ní oválné tvrziště obklopené okružním příkopem a valem. Na jeho ploše nejsou viditelné žádné zbytky staveb, ale archeologicky bylo nalezeno nároží zděné budovy. Celá lokalita byla výrazně změněna novověkými zásahy.
Gotický hrad, jehož přestavbou zámek vznikl, měl čtverhranný půdorys. Dva jeho paláce se dochovaly ve zdech zámku: starší palác ve východním a mladší palác v jižním křídle. Z jejich architektonických detailů zůstalo několik oken a portálů. Podobu předhradí, dalších staveb a případných věží neznáme.
Zámek má čtyři dvoupatrová křídla postavená kolem obdélného nádvoří. V rozích východního průčelí děleného rizality a pilastry stojí dvě věže. Uvnitř se nacházejí dva velké sály. Sál se zrcadlovou klenbou a štukovou výzdobou pochází ze druhé čtvrtiny osmnáctého století. Větší sál s nástropní freskou antických bohů z devatenáctého století má lunetovou klenbu s ornamentálními barokními štuky.

## Zámecký park

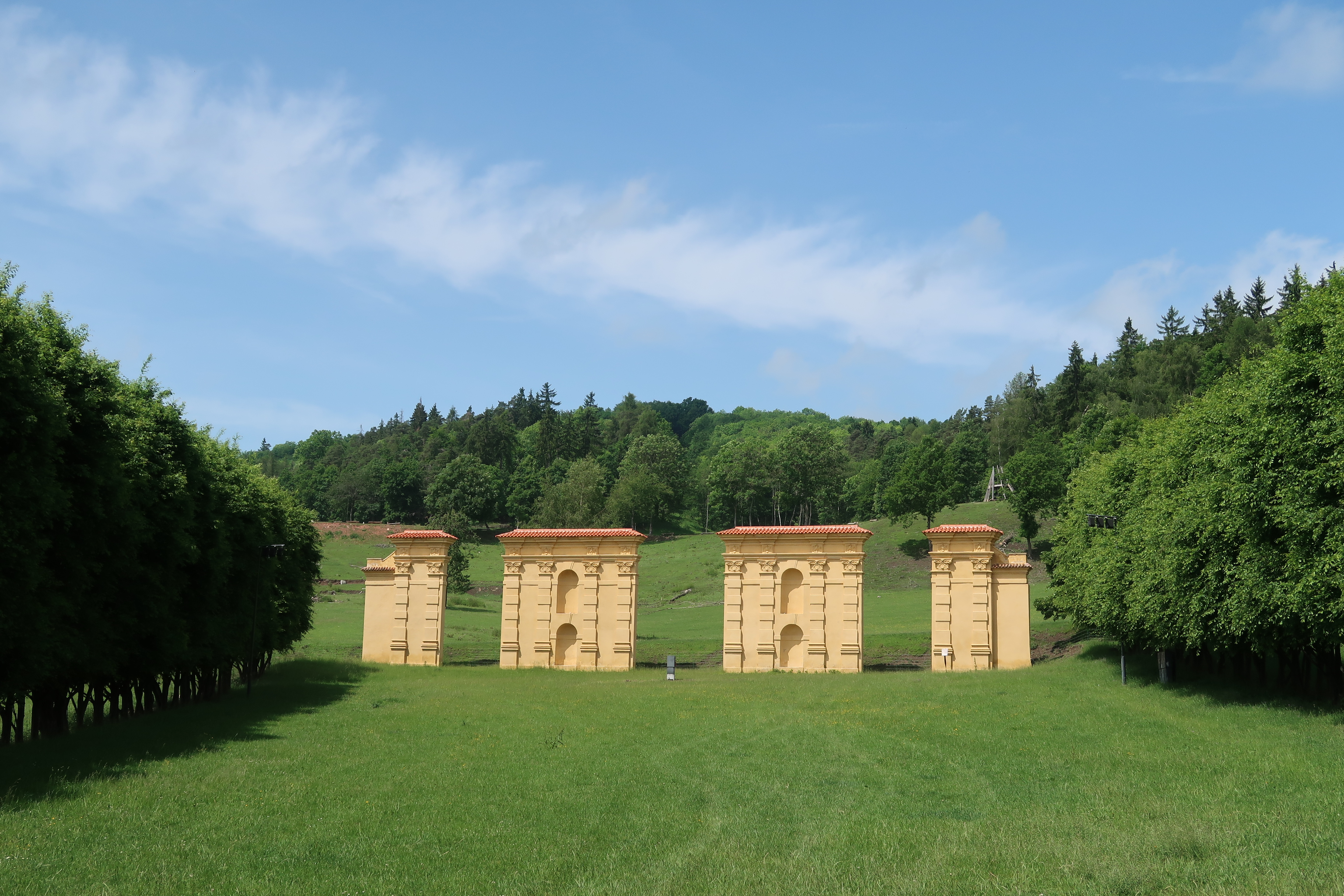
Iluzívní brány v parku

Zámecký park je volně přístupný po celý rok. Barokní zahradu zdobily sochy z dílny Matyáše Bernarda Brauna představující alegorie vlastností a postavy z řecké mytologie (v současnosti jsou v parku prezentovány kopie těchto soch, originály jsou v lapidáriu), desítky terakotových soch a honosná zahradní architektura. Základem zahradní kompozice jsou dvě na sebe kolmé osy. Hlavní osa parku začíná západním průčelím zámku a prochází rozsáhlým parterem, dříve pravděpodobně členěným stříhanými živými stěnami, fontánami, přírodním divadlem – theatronem, galeriemi soch, k iluzivním bránám a pokračuje průhledem do krajiny ke zřícenině, tzv. Neuhausu. K ní příčná osa vedla od vstupní brány u kostela Nejsvětější Trojice k letohrádku. Přes rozsáhlou úpravu barokního parku na park přírodně krajinářský patří zámecká zahrada mezi nejzajímavější zahradní realizace. Roste zde řada cenných a esteticky hodnotných dřevin.
V areálu zámku se lze po celý rok setkat s mnoha ohroženými druhy netopýrů, zaznamenáno zde bylo dosud dvanáct druhů. Velké počty netopýrů tu každoročně přečkávají chladné období roku v historických pivovarských sklepích v parku a v zámeckém podzemí. Jedná se o nejvýznamnější známé zimoviště v oblasti Doupovských hor.

## Prohlídkové trasy

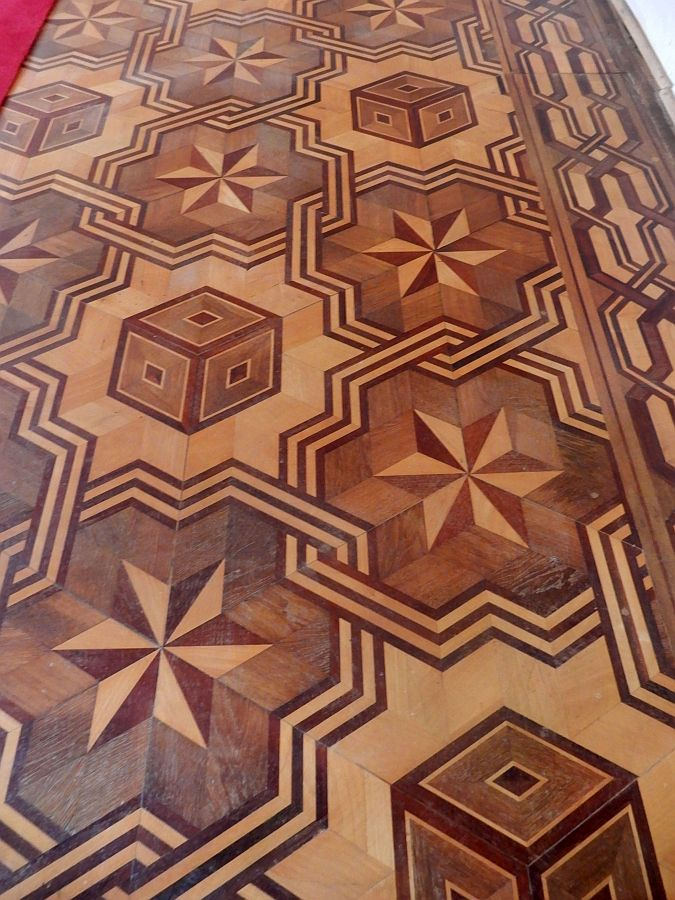
Podlaha freskového sálu

Budova zámku je přístupná v otevíracích hodinách po celý rok včetně nočních prohlídek s lucernou. Prohlídky probíhají volně bez průvodce s tištěným průvodcovským textem. Interiéry jsou prezentovány ještě v surové podobě před dokončením celkové obnovy bez mobiliáře. Návštěvníci mohou vidět množství architektonických detailů, které budou po opravě skryty. V budově zámku probíhají různé krátkodobé i střednědobé výstavy, které jsou součástí prohlídky.
- Suterén a druhé patro – výstavní síně současného umění
- Přízemí – v červnu roku 2021 byla zpřístupněna audiovizuální expozice 28 gotických fresek ze 14. století, adjustovaných na panelech, transferovaných ze zbořeného kostela svatého Wolfganga v Doupově, a dříve částečně vystavených na hradě Švihov.[7] Fresky jsou vystaveny v citlivé instalaci se scénickým nasvícením a zvukem, na které se podílel ateliér multimédií Fakulty designu a umění Ladislava Sutnara Západočeské univerzity v Plzni pod vedením Jana Morávka. Stávající konstrukce stropu je zaklopena uměleckým podhledem vytvořených z destruovaných prken z blízkého pivovaru. Podhled vytvořil umělec Jakub Hadrava, který je znám svou instalací duchů v kostele Luková a který je rovněž bývalým studentem ZČU. Podobně jako v zámeckém lapidáriu se sochami Matyáše Bernarda Brauna má návštěvník možnost zvolit několik scén zvuku i nasvícení.[8]
- Bývalá prádelna je označena svým původním označením a po obnově slouží jako pokladna pro prodej vstupenek a občerstvení se zahradním posezením.
- Letohrádek s věží
- Teatron – dochovaná kamenná konstrukce sloužila jako součást jeviště při pořádání divadelních představení v zámecké zahradě. Dochovala se jen zčásti. Probíhá stavební obnova.
- Zámecká zahrada upravená na krajinářský park. Jeho ztvárnění je výsledkem proměny někdejšího symetrického rozvrhu barokní zahrady s honosnými terasami, vodotrysky, kaskádami, zídkami a alejí soch na vysokých podstavcích. Autorem architektonické koncepce původního parku byl pravděpodobně Jan Ferdinand Schor.[9] K prvním terénním úpravám došlo v 19. století proměnou zahrady na anglický park, vyvolanou novým vkusem majitelů. Zásadním způsobem zahradu poznamenala devastace areálu po druhé světové válce, trvající až do roku 1990.
- Správní budova – původně barokní budova s novorenesanční fasádou (na severní fasádě byl restaurován fragment původní novorenesanční sgrafitové výzdoby), slouží částečně jako zázemí pro správu zámku (kanceláře, dílny, služební byty) a dále je zde přednáškový sál využívaný pro akce pro veřejnost, vzdělávací činnost a spolkovou činnost a v budově je rovněž ubytovna.

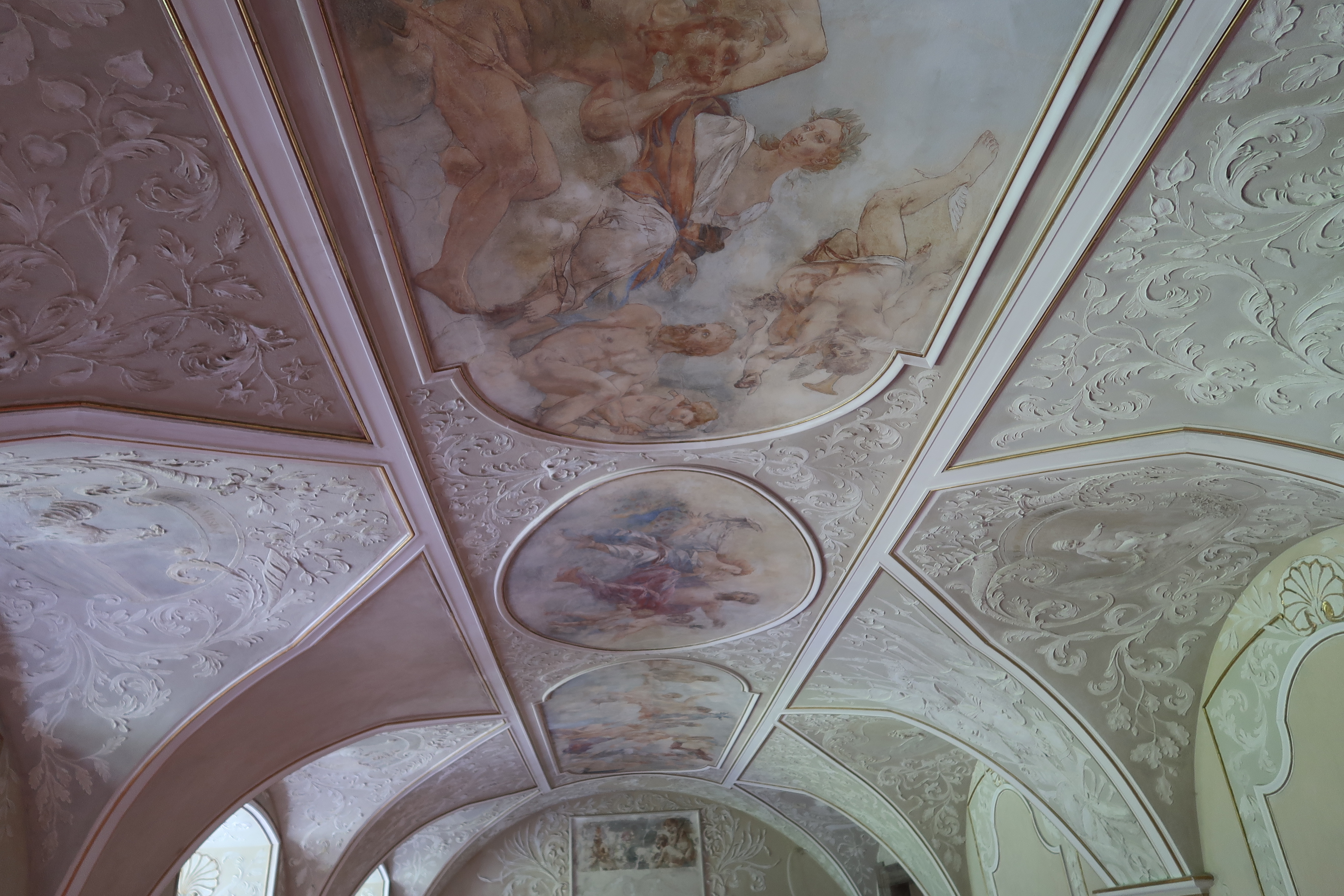
Strop freskového sálu v druhém patře zámku

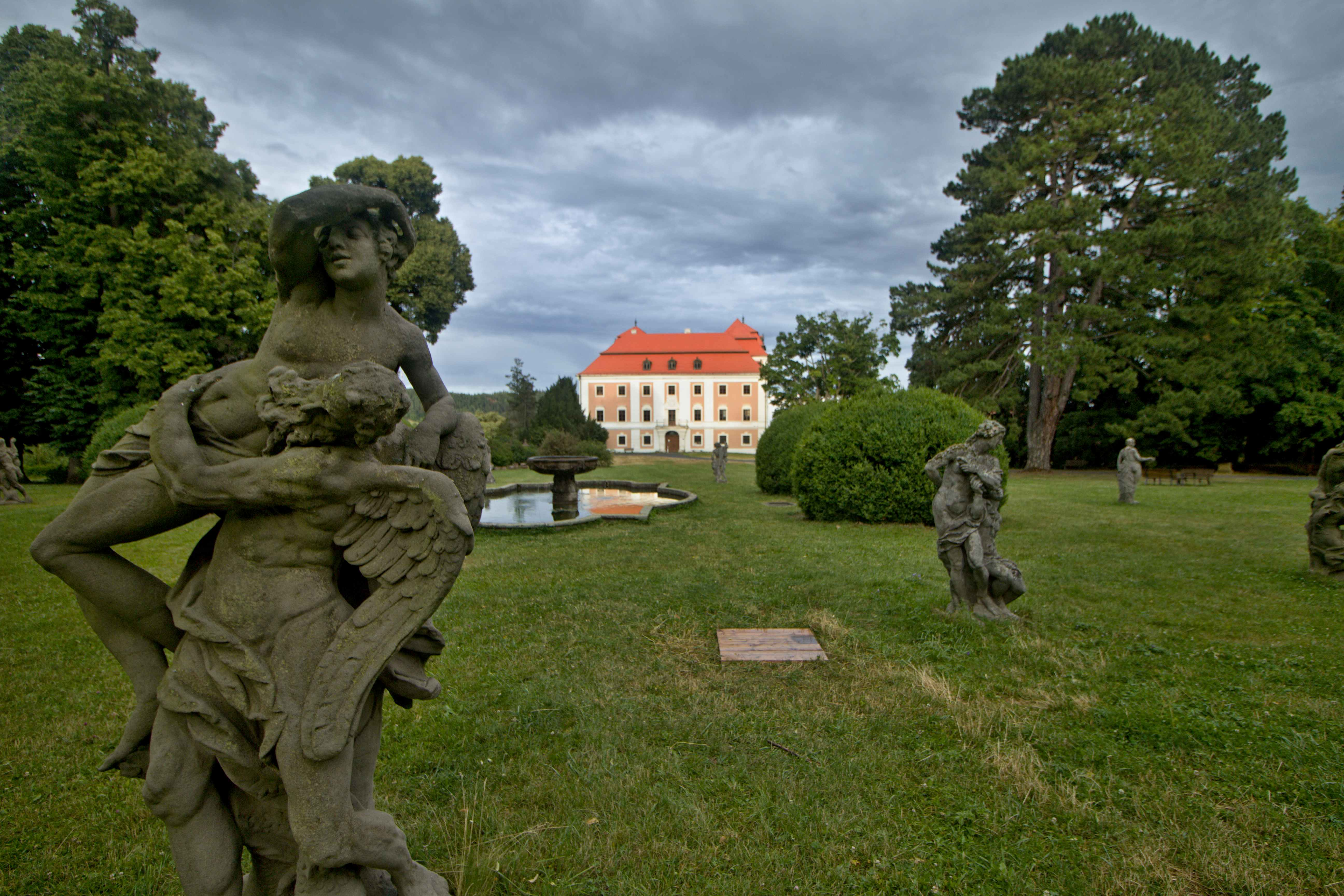
Park s kopiemi soch Matyáše Bernarda Brauna

V roce 2020 bylo otevřeno v objektu bývalé zámecké kovárny nové lapidárium s celkem 28 originály soch z dílny barokního sochaře Matyáše Bernarda Brauna, které se do Valče vrátily z lapidária v Kladrubech, kam byly přemístěny po ničivém požáru v roce 1976. Lapidárium je přístupné v otevíracích hodinách po celý rok. Jedná se o jeden z největších souborů známého barokního sochaře inspirovaný areálem v Kuksu. Návaznost na Braunovu sochařskou výzdobu Kuksu je více než patrná; soubor zahrnuje alegorie lidských vlastností, mytologické motivy a také sochu znázorňující hraběte Šporka, kterého pojilo přátelství s valečským pánem. Na přípravě lapidária se podíleli studenti a učitelé ze Západočeské univerzity, Fakulty designu a umění Ladislava Sutnara. Sochy jsou unikátně prezentovány pomocí scénických světel a zvuku s možností nastavení různých atmosfér (např. bouřka, den).
Soubor 28 pískovcových soch v životní velikosti se skládá z těchto sousoší: Apoteóza hraběte Šporka (1733) – nejvýznamnější z celého souboru, vzniklo po Šporkově návštěvě ve Valči na jeho přímou objednávku, je vzácným příkladem jeho sochařského portrétu. Mytologické postavy: Polyhymnia, Olympos, Meleagros a Atalanta, Perseus a Andromeda, Afrodita, Silénos, Dionýsos, Satyr, Áres, Dídó (alegorie zoufalství), Básnictví, David (alegorie síly), Chronos a Selené (Alegorie noci), Chronos a Éós (Alegorie dne), Herkules, Hermés a Afrodita, Deméter, Dionýsos a Persefona, Atys a Ia, Pan, Obětování Ifigenie, Filozofie. Alegorie vlastností: Závist, Skromnost, Marnivost, Lstivost, Věrnost. Kopie šesti alegorických soch jsou umístěny v Praze v atriu stanice metra Malostranská, sedmá socha je ve vestibulu téže stanice u eskalátorů.

## Návštěvnost
| Rok  | Počet návštěvníků |
| ---- | ----------------- |
| 2015 | 3 806             |
| 2016 | 5 252             |
| 2017 | 6 141             |
| 2018 | 6 008             |
| 2019 | 8 907             |